# Молявко-Высоцкий, Александр Петрович
Алекса́ндр Петро́вич Моля́вко-Высо́цкий (24 апреля 1886, Новгород-Северский — 26 июля 1941, Ростов-на-Дону) — российский геральдист.

## Биография
Родился в семье потомственных дворян Молявко-Высоцких.
Окончил Псковскую классическую гимназию (1904).
В 1904—1905 годах учился в Институте гражданских инженеров в Санкт-Петербурге. В 1905—1912 годах обучался на архитектурном и мостостроительном факультетах Промышленной школы при Гентском университете, Бельгия.
В 1920—1922 годах преподавал геральдику в Донском археологическом институте.
Член Донского Общества археологии и истории (1922).
Кандидат технических наук (1938).
Арестован 27 июня 1941 года.
Умер в тюрьме УН КГБ по Ростовской области 30 июля 1941 года. Посмертно реабилитирован.

## Публикации
- Молявко-Высоцкий А.П. Наброски к курсу лекций по русской геральдике // Гербоведъ : ж. — № 46. — С. 21—44.